# Central London

Mappa della Central London.

Il termine Central London (Londra Centrale in italiano) si riferisce a quella parte di Londra che è vicina al nucleo centrale della città. Benché non vi sia una definizione convenzionale né ufficiale che definisca questa zona, sono le caratteristiche di questa, ossia l'alta densità abitativa, gli elevati valori dei terreni, l'elevata popolazione diurna e l'alta concentrazione di organizzazioni rilevanti a livello regionale, nazionale e internazionale, a definirla.
Nel corso del tempo una serie di definizioni, utilizzate per statistiche, pianificazione urbanistica e governo locale, hanno definito l'area del centro di Londra: secondo quest'ultima definizione, Central London copre una superficie di circa 26 km² distribuita su entrambe le rive del Tamigi e può essere suddivisa in tre distinte zone, la Città di Londra, il West End e South Bank.
Le distanze stradali a Londra sono tradizionalmente misurate da un punto centrale situato presso Charing Cross, contrassegnato dalla statua del re Carlo I all'incrocio tra lo Strand, Whitehall e Cockspur Street, appena a sud di Trafalgar Square.

## Tipologia di costruzione
Per comprendere cosa si intenda per Central London è importante ricordare che Londra non è costituita da un nucleo centrale circondato da sobborghi a bassa densità abitativa. La questione è sensibilmente più articolata. L'area urbana di Londra è circondata da una zona suburbana molto estesa che si estende al di là di quanto costruito prima del 1914. Anteriormente alla prima guerra mondiale, la maggior parte delle abitazioni di Londra, comprese quelle situate nei distretti più esclusivi, erano costituite da palazzetti affiancati. I sobborghi con abitazioni a bassa densità abitativa sorsero nei primi anni del XIX secolo ma non divennero predominanti per un altro secolo.
Durante il XX secolo, e specialmente dopo la seconda guerra mondiale, la dimensione dell'area più elegante di Londra si ridusse a seguito dell'abbandono di parte dell'aristocrazia e perché molti membri della borghesia decisero che vivere nel centro della città non era più così interessante. Poiché una larga parte delle abitazioni della Central London vennero distrutte dai bombardamenti, una parte considerevole della classe operaia decise di spostarsi nei sobborghi o in nuove città che sorsero al di fuori della cinta urbana. Intorno agli anni ottanta una nuova tendenza fece sì che si verificasse un nuovo interesse per queste zone e venne dato nuovo impulso alla ricostruzione di unità abitative nel centro della città. Una gran parte della zona ovest della città è ora costituita da aree che rappresentano le zone più costose di Londra e sono Mayfair, Knightsbridge, Brompton, Kensington, Chelsea, South Kensington, Fulham, Belgravia, Holland Park, Notting Hill, St John's Wood, Marylebone e Soho.

## Cambiamenti

### Introduzione dei distretti postali
Nel 1858 Londra venne divisa in distretti postali per facilitare la distribuzione della corrispondenza. I due distretti più centrali erano "EC" (East Central) che comprendeva la Città di Londra e "WC" (West Central) che insisteva sull'area immediatamente a ovest compresa fra Charing Cross Road e Tottenham Court Road.

### L'arrivo dei treni
Quando vennero costruite le prime linee ferroviarie agli inizi del XIX secolo, venne definita un'area sulla quale non era consentito costruire linee ferroviarie, almeno in superficie. Questa restrizione venne poi un po' ridotta consentendo la costruzione di alcune stazioni all'interno di detta area. Sorsero così le stazioni di Waterloo (che andava a sostituire Nine Elms), di Fenchurch Street (lungo Minories) e di Liverpool Street (lungo Bishopsgate). Venne così creato un anello di stazioni che esiste ancora al giorno d'oggi.

### Il censimento del 1901
Il censimento del 1901 definì come "Central area" le seguenti aree: St George Hanover Square, Westminster, Marylebone, St Giles, Strand, Holborn, la Città di Londra, Shoreditch e St Olave, Southwark.

### Tempi moderni
Alla fine degli anni settanta, quando la popolazione della Grande Londra toccò il più basso livello dagli anni venti, la Central London comprendeva:
- la Città di Londra;
- la maggior parte della Città di Westminster;
- la maggior parte del Kensington e Chelsea;
- la parte del borgo di Camden a sud di Euston Road;
- la parte del borgo di Islington a sud di Pentonville Road e City Road.

Questi cinque distretti erano tutti costituiti da edifici adibiti, per la maggior parte, a impieghi diversi da quello abitativo e occupata da uffici di grandi aziende, palazzi governativi, università, negozi, grandi magazzini, musei, biblioteche, teatri, ristoranti e altre attività commerciali. Vi era comunque anche una certa quantità di edifici residenziali fra i più cari al mondo.
A partire dagli anni settanta vi è stata una tendenza ad allargare la zona detta Central London, costruendo attività commerciali e alberghi in altri adiacenti borghi, tant'è che alla stesura del Piano di Londra negli anni duemila, oltre all'intera Città di Londra, l'intera Città di Westminster, l'intero borgo di Kensington e Chelsea, l'intero borgo di Camden e l'intero borgo di Islington, sono state incluse nella Central London anche i borghi di Lambeth, di Southwark e di Wandsworth (quest'ultimo, tuttavia, a partire dal 2011, è diventato parte della subregione Sud).

Quest'area è descritta come "un unico gruppo di attività di vitale importanza, tra cui uffici governativi centrali, sedi e ambasciate, con la più grande concentrazione del settore finanziario e dei servizi commerciali e degli uffici del commercio di Londra, con ordini professionali, istituzioni, associazioni, comunicazione, editoria, pubblicità e mass-media".

## Central London e Inner London

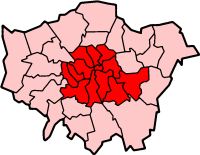
L'Inner London inserita nell'area della Greater London.

L'Inner London è l'area costituita dai borghi che costituiscono la zona interna della Grande Londra ed è contornata dall'Outer London. L'area, definita per la prima volta nel 1965 ai soli fini statistici, non comprende solamente i borghi del Centro di Londra (Camden, Kensington e Chelsea, Islington, Lambeth, Southwark, Westminster) ma anche alcuni borghi circostanti, ossia Greenwich, Hammersmith e Fulham, Lewisham, Tower Hamlets (e occasionalmente Newham).

## Altre definizioni

### Mappe
La Geographer's A-Z Street Atlas e altre mappe comprendono una sezione a scala maggiorata della Central London. Detta area varia però da editore a editore.

### Trasporti

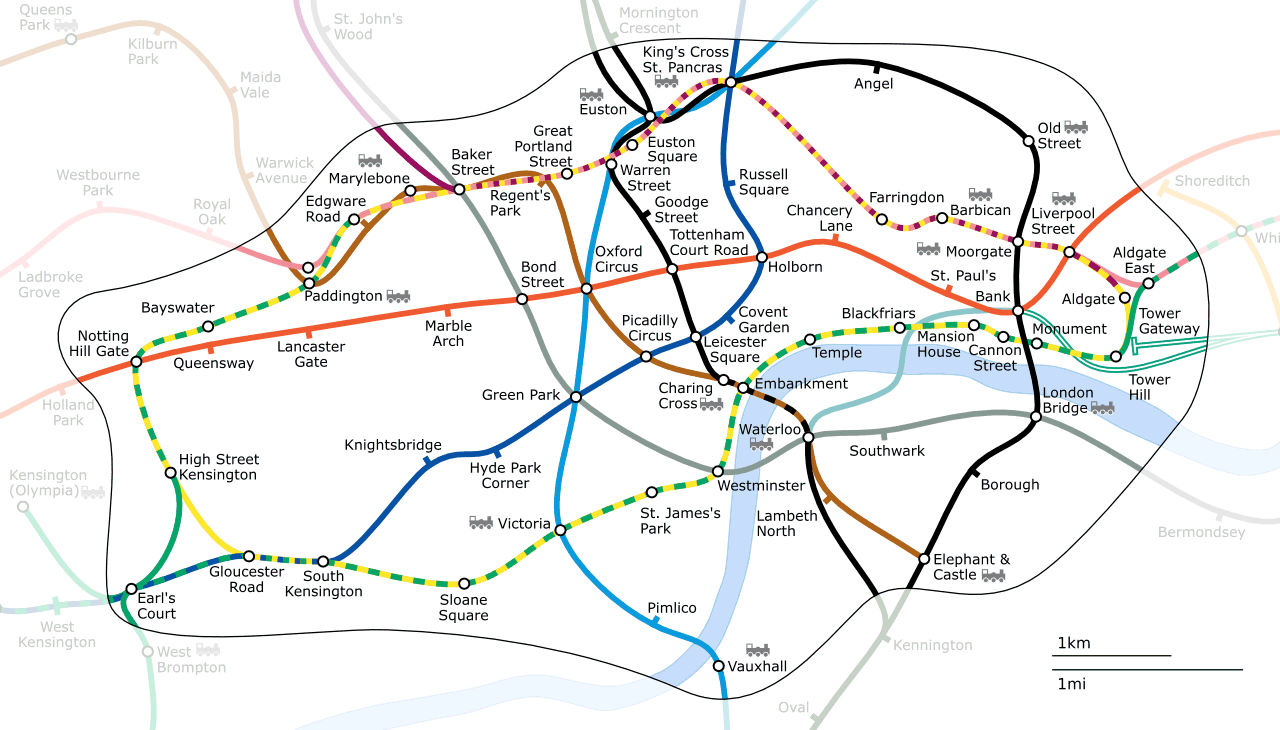
Zona 1 della Metropolitana.

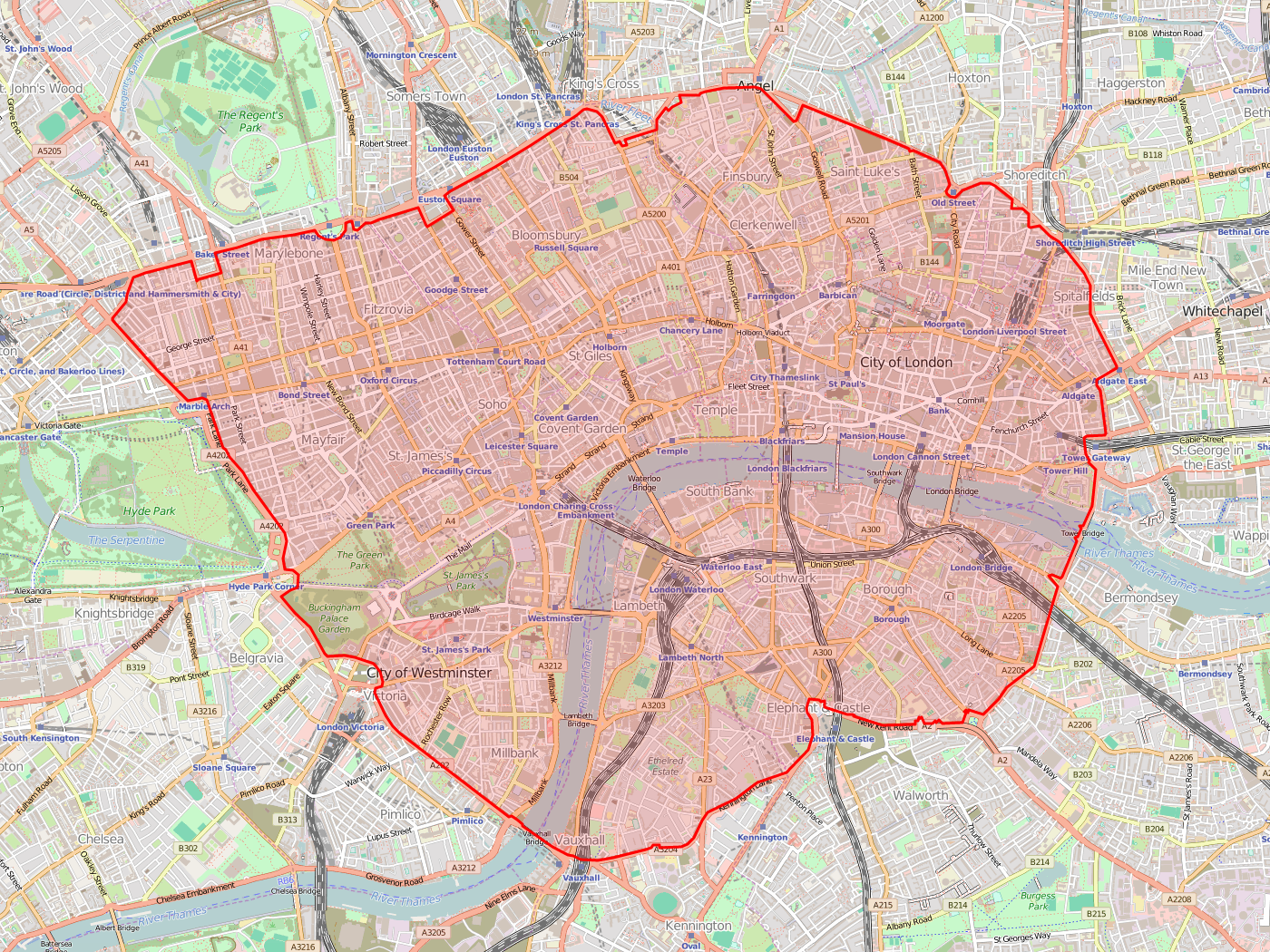
La Congestion Charge Zone.

- L'area all'interno della Circle line della Metropolitana di Londra. Essa è una vecchia divisione che ignora completamente l'area di recente sviluppo della Dockland.
- La zona 1 nel sistema dei trasporti pubblici, che è un po' più allargata, comprende alcune aree a sud del Tamigi. Anche se le zone non sono perfettamente circolari, il centro della zona 1 è situato nei pressi di Piccadilly Circus.
- La Central London della Journey Planner considera una zona un poco diversa da quelle sopra descritte.

### Distretti postali
L'East Central e il West Central creati nel 1858 vennero poi divisi nel 1917 negli attuali distretti postali EC1, EC2, EC3, EC4, WC1 e WC2.

## Aree del Centro di Londra

### Quartieri
La Città di Londra è sicuramente la zona più centrale della città. Seguono altri distretti considerati anch'essi centrali e altri confinanti considerati alla stessa stregua.
| Borghi di Londra     | Distretti considerati centrali      | Confinanti                                      |
| -------------------- | ----------------------------------- | ----------------------------------------------- |
| Tower Hamlets        | Tower Hill                          | Whitechapel, Wapping                            |
| Hackney              | Shoreditch, Old Street              | A nord ed est di City Road                      |
| Islington            | Clerkenwell                         | A nord di Angel                                 |
| Camden               | Holborn, Bloomsbury, Fitzrovia      | A nord di Euston Road, Kings Cross, Camden Town |
| Westminster          | Tutti a eccezione di nord ovest     | Bayswater, St John's Wood, Maida Vale           |
| Kensington e Chelsea | Chelsea, Knightsbridge              | Kensington, Notting Hill, Earls Court           |
| Lambeth              | South Bank, Waterloo, Lambeth North | Vauxhall, Kennington                            |
| Southwark            | The Borough                         | Elephant & Castle, Bermondsey, Walworth         |

### South Bank e i suoi dintorni

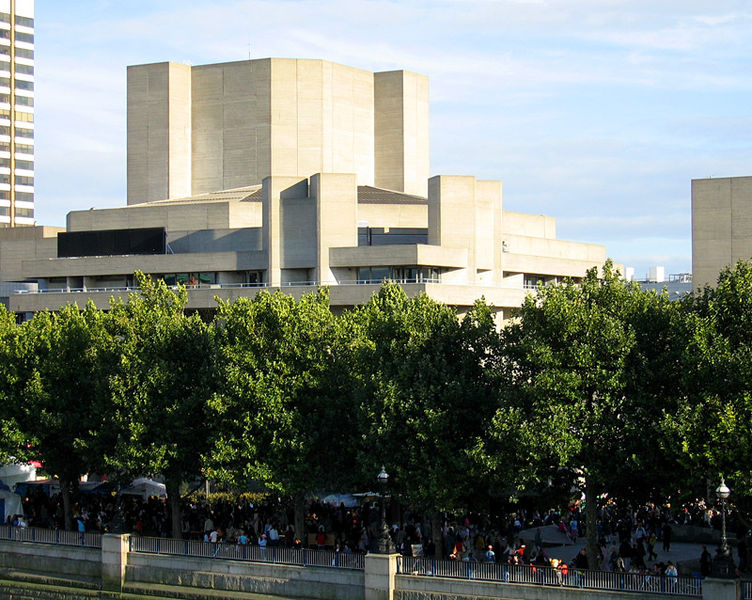
South Bank

Londra si sviluppò nella zona a nord del Tamigi, e il centro di gravità è tuttora lì anche se negli ultimi anni si è sviluppata anche la zona a sud del fiume. Le aree di South Bank e Bankside sono ora considerate parte della Central London e qualcuno vorrebbe inserire altri distretti posti in questa zona della città.

### L'East End
Anche se oggi l'East End di Londra è completamente urbanizzato, rispetto al West End è stato storicamente la parte più povera della città. A seguito delle notevoli ricostruzioni, del cambiamento dei residenti e del conseguente aumento delle aree fabbricabili, il divario fra le due parti della città si è andato riducendo negli anni.